# Roman Skružný
Roman "Elmar" Skružný (31. října 1932 – 30. března 2004, Praha) byl český nacistický aktivista, někdejší čestný předseda občanského sdružení Národní aliance a funkcionář politické strany Pravá alternativa.

## Život
Jeho otcem byl spisovatel–humorista Josef Skružný (1871–1948). Vystudoval střední průmyslovou školu a nakonec i Lesnickou fakultu ČVUT. V lesním hospodářství také určitou dobu pracoval.
V době komunistické totality v Československu se Skružný hlásil k členství v diverzní nástupnické organizaci SS, kde údajně spolupracoval s bývalým příslušníkem SS sloužícím (pod falešnou identitou) v Československé lidové armádě. Po Sametové revoluci se politicky angažoval v neonacistickém hnutí, byl přispěvatelem řady periodik a řečníkem na mnoha demonstracích.
Ke konci svého života byl stíhán za rasistickou a revizionistickou audionahrávku Pravda o lži, které byl autorem. K pravomocnému rozsudku však v této věci vzhledem k jeho smrti nedošlo.